# Gordon Banks
Gordon Banks (Sheffield, Inglaterra, 20 de diciembre de 1937-Stoke-on-Trent, Inglaterra, 12 de febrero de 2019) fue un futbolista británico que se desempeñó como guardameta en los años 1960. Tuvo 628 apariciones durante quince años de carrera en la Liga de Fútbol y 73 juegos con la Selección de Inglaterra siendo considerado uno de los mejores porteros de la historia del fútbol. Fue nombrado futbolista del año por FWA en 1972 y fue nominado por la FIFA en seis ocasiones como mejor portero. De la misma forma, fue considerado por la IFFHS como el segundo mejor portero del siglo XX después del portero soviético Lev Yashin la «Araña Negra» que es el primero y por encima del italiano Dino Zoff que es el tercero.
Se unió al Chesterfield en marzo de 1953 y jugó con el equipo juvenil la final de 1956 por la Copa Juvenil. Su debut con el primer equipo fue en noviembre de 1958 y fue vendido al Leicester City "los zorros" por 7000 libras esterlinas en julio de 1959. Jugó cuatro finales de copa para ese club cuando fueron golpeados en 1961 y 1963 en la final de la Copa FA. Después ganó la League Cup en 1964 siendo finalista también en 1965. Durante este tiempo se estableció como el portero número uno en Inglaterra jugando todos los juegos de la Copa Mundial en 1966 siendo campeones. Después de este éxito fue dejado por el Leicester y vendido al Stoke City por 50 000 libras esterlinas en abril de 1967. Realizó una de las más grandes atajadas a un remate de cabeza de Pelé evitando el gol en la Copa Mundial de México 1970 pero su ausencia por enfermedad cuando Inglaterra fue derrotada por Alemania Occidental en cuartos de final fue determinante.
Fue portero del Stoke en 1972 ganando la League Cup siendo el mayor honor para este equipo. Siendo el número uno en el Stoke y en la Selección de Inglaterra, sufrió un accidente de tránsito en octubre de 1972 que le costó la pérdida de la visión en el ojo derecho y de su carrera profesional. Jugó en los Estados Unidos para los Fort Lauderdale Strikers en 1977 y 1978. Brevemente fue entrenador del Telford United pero abandonó el juego después de su despido en 1980.

## Biografía

### Primeros años
Banks había nacido en Abbeydale, Sheffield, y criado en el área de la clase obrera de Tinslay. La familia se mudó más tarde a la aldea de Catcliffe después que su padre formara una tienda de apuestas. Con esta actividad tuvo una gran prosperidad pero también miseria. Un día su hermano discapacitado fue asaltado durante las ventas diarias de la tienda y murió por las lesiones infligidas algunas semanas más tarde. Banks dejó la escuela en diciembre de 1952 a la edad de 15 años y tomó un empleo como almacenista en un local de venta de carbón, lo cual le ayudaría a desarrollar un cuerpo muy fuerte. Pasó una temporada jugando como amateur en Millspaugh después que el portero titular faltó a un partido. El entrenador del equipo que estaba como espectador, lo invitó a jugar como portero ya que lo había visto jugar previamente para Sheffield Schoolboys. Su actuación fue en un juego en Yorkshire League para Rawmarsh Welfare, ganando 12-2 al Stocksbridge Works y en su siguiente debut fue derrotado en casa 3-1 y fue dejado por Rawmarsh regresando a Millspaugh. Todavía a los 15 años, cambio de trabajo para convertirse en un portador de hod.

## Carrera en clubes

### Chesterfield
Fue visto por un buscador de talentos del Chesterfield cuando jugaba para Millspaugh el cual le ofreció un contrato por seis juegos en el equipo juvenil en marzo de 1953. Causando una grata impresión en esos juegos le fue ofrecido un contrato a medio tiempo con 3 libras esterlinas de salario semanal ofrecido por el entrenador Teddy Davison en julio de 1953. Se le ofreció un lugar en el equipo reserva en la Liga Central a causa de un director de un club poderoso más que por mérito, y Banks recibió 122 goles en la temporada 1954-55 con los "Spireites" que finalizaron en el último lugar con solo tres victorias. Banks fue acantonado en Alemania con the Royal Signals en su servicio militar y ganó la Rhine Cup con su equipo del regimiento. Recuperado de una fractura del codo ayudó al equipo juvenil de Chesterfield en 1956 a llegar a la final de la FA Youth Cup. Fueron vencidos 4-3 en el tiempo agregado por el Manchester United y los famosos "Busby Babes" equipo que incluía a Wilf McGuinness y Bobby Charlton.
Banks tuvo su debut con su primer equipo con el entrenador Doug Livingstone, que había colaborado por largo tiempo con Ron Powell en la Tercera División contra Colchester United en Saltergate en noviembre de 1958. El juego terminó 2-2 y Banks siguió como titular contra Norwich City en el siguiente partido. Al final de la temporada 1958-59 solo se perdió tres juegos, por lesión. Sin entrenador de porteros como guía, Banks aprendió de sus errores y desarrolló la técnica de hablar con sus jugadores dado que el los ordenaba al frente para tener una defensa más efectiva. Teniendo solo 23 juegos de liga y tres apariciones en Copa, fue una sorpresa para Banks cuando Matt Gullies, entrenador del club de Primera División Leicester City lo comprara al Chesterfield por 7 mil libras esterlinas en julio de 1959. Esa venta incrementó su salario a 15 libras esterlinas a la semana. 

### Leicester City
Banks se presentó a competir con otros cinco porteros, incluyendo al internacional escocés de 30 años, John Anderson y el portero de 25 años Dave MacLaren. Inició la temporada 1950-60 como reserva del equipo de porteros. Esto hizo que el equipo lo tomara como segunda elección, dejando atrás los otros cuatro de sus rivales pero detrás de la primera elección del equipo MacLaren. Fue reserva por cuatro partidos hasta que MacLaren se lastimó y el entrenador Matt Gillies seleccionó a Banks como portero del Leicester haciendo su debut contra Blackpool en Filbert Street el 9 de septiembre. El partido terminó 1-1 cuando Jackie Mudie canceló la huelga. Banks retuvo su lugar en la derrota de 2-0 contra Newcastle United en St. James'Park tres días después. Con MacLaren sano de nuevo, Banks fue enviado a la banca de la reserva pero después de que el equipo recibiera 14 goles en los siguientes cinco juegos, regresó a la portería en donde terminaría la temporada. El promedio en goles de la defensiva no se detuvo al principio, pero Banks solo aceptó seis goles contra equipos muy duros como el Everton en Goodison Park pero la improvisación en cada partido hizo que los Zorros quedaran en un confortable 12° lugar en la Liga. En los entrenamientos trabajaba muy fuerte improvisando y mejorando sus debilidades sobre todo en sus salidas. Se quedaba horas extras durante sus entrenamientos aumentando las sesiones de práctica aumentando sus habilidades que fueron únicas en una era donde no había entrenador de porteros. Durante el verano tanto Anderson como MacLaren salieron dejando a Banks como el indiscutible número uno y a la cabeza de un número de suplentes.
Leicester terminó en el sexto lugar en la temporada 1960-61 y logró vencer al campeón Tottenham Hotspur en White Hart Lane. Así su grandeza fue mostrada al final de la Copa FA con Banks recibiendo solo cinco goles en sus nueve encuentros en la ruta hacia la final, teniendo tres partidos con el arco en blanco en la semifinal y dos repeticiones contra Sheffield United. Los goles vinieron de Jimmy Walsh y Ken Leek que rompería finalmente la muerte súbita en la segunda repetición en St Andrew. Sus oponentes en la final en Wembley fue el Tottenham el cual había ganado el título de la Primera División con una ventaja de ocho puntos. El zaguero Len Chalmers fue lesiona en forma severa durante el encuentro y con Ken Leek suspendido por medida disciplinaria siendo sustituido por el novato Hughie McIlmoyle, City estuvieron jugando con diez hombres ofreciendo una pequeña resistencia a través del medio campo. Bobby Smith y Terry Dyson dieron la victoria a los Spurs 2-0 en el primer juego de ida en el siglo XX, con Banks incapaz de prevenir cualquier otro gol.
La temporada 1961-62 dio la más elevada decepción a la afición, terminando el Leicester en lugar 14° en la Liga y eliminado de la FA Cup que quedó en las manos del Stoke City. El único esplendor que tuvo el Leicester fue su participación en la European Cup Winners' Cup (Ganadores de Copas Europeas) quién puso a Banks en la difícil posición de elegir jugar para su club contra el equipo español Atlético de Madrid o elegir jugar por Inglaterra contra Portugal encuentro que no había titulares en la selección. Eligió jugar ambos juegos, dejando Londres a tiempo completo, llegando a Leicester 30 minutos antes del encuentro contra Atlético de Madrid. En los minutos finales, se obtuvo el empatte 1-1 en Filibert Street. En el regreso, Banks rechazó un penalti con la pierna cobrado por Enrique Collar pero el Atlético fue premiado con otro segundo penalti el cual Collar convirtió y el Leicester perdió el juego 2-0 (3-1 con el agregado final).
Banks sufrió fractura de la nariz en Craven Cottage en la inauguración de la temporada 1962-63 en la derrota 2-1 ante el Fulham. Leicester persiguió un posible doblete, en las semifinales de la FA Cup mientras estaba con baja de juego en abril, derrotó al Liverpool |-0 en Hillsborough casi al final, manteniendo Banks su portería en cero haciendo paradas importantes para evitar el gol el cual estuvo muy cerca del club de Merseyside. Los noticieros del mundo reportaron había tenido 34 intentos para anotar gol al Leicester y Banks fue el responsable de no haber gol, mostrando una calidad extraordinaria al defender la portería de su club. Por mala suerte, Banks se fracturó un dedo en la derrota de 2.1 contra West Bromwich Albion en The Hawthorns, quedando fuera por lesión perdiendo Leicester la final en tres juegos de Liga, finalizando la temporada en el 4° lugar. En la final de la FA Cup de 1963, Banks y el resto del equipo tuvieron una mala actuación y perdieron el partido 3-1 ante el Manchester United
Leicester City finalizó en la temporada 1963-64 en el 11° lugar, con inconsistencia en toda la temporada. Pero el éxito venía en la Copa cuando derrotaron al West Ham United 6-3 en las semifinales para llegar a la final contra el Stoke City. En la inauguración en the Victoria Gound finalizó 1-1 en un campo con condiciones extremadamente fangosas lo que favoreció que Banks no rechazara un disparo de Bill Asprey, originando que el rebote fuera ganado por Keith Bebbington y anotará el gol. En el partido de regreso en Filbert Street, con goles de Mike Stringfellow, Dave Gibson y Howard Riley ganaron el juego para Leicester 3-2 y se estableció el empate en 4-3.
Banks inició la temporada 1964-65 con un salario de 40 libras esterlinas semanales y el club solo le aumentó para un pago de 60 libras esterlinas a la semana en diciembre. Este salario miserable originó dificultad para el club para gastar las 80.000 libras esterlinas de la venta de Frank McLintock -él tenía puesta una transferencia que no le era satisfactoria con su pago y calidad. Los reemplazos eran reacios a unirse a un club que pagaba partidos internacionales completos como Banks y McLinton, más que la tarifa base que los clubes rivales pagaban a los jugadores promedio. Leicester finalizó en al lugar 18° en la liga además de quedar eliminados en la FA Cup por el Liverpool en Anfield en la sexta ronda. En la Liga Cup, Leicester City luchó para pasar al Peterborough United (en repetición), Grimsy Town y Crystal Palace (en una repetición) antes que tuvieran una recordada victoria de 8-1 frente al Coventry City en Highfield Road. Después de pasar fácilmente sobre Plymouth Argyle en las semifinales, Banks se encontró jugando en otra final de League Cup. Pero el Chelsea ganó la final después de tener éxito al defender su victoria de 3-2 ganado en el Stamford Bridge y el empate sin goles en el Filibert Street.
Banks se perdió los primeros nueve juegos de la temporada 1965-66 cuando se fracturó la muñeca cuando salió a los pies de Joe Kiernan del Northampton Town en un partido amisto de pretemporada. Leicester terminó la temporada en el séptimo lugar  y eliminado de ambas competiciones a manos del Manchester City.
Después de haber ganado la Copa del Mundo en el verano, Banks tuvo una baja de juego hacia el final de la temporada 1966-67 siendo sustituido por la promesa adolescente de la reserva Peter Shilton. El entrenador Matt Gillis fue contundente, diciendo a Banks "Estamos viendo (Gillies y los directores del equipo) que tus mejores días ya pasaron y tienes que moverte". Su compañero de equipo Richie Norman le comentó a Banks que Gillies estaba apresurando su decisión, Shilton le había dicho a la junta directiva que dejaría al equipo si no tenía el puesto titular. Banks fue transferido en 50 mil libras esterlinas, el mismo precio que el club recibió por Derek Dougan en marzo de 1967. Por lo tanto, muchos de los grandes equipos no estaban dispuestos a pagar esa suma por un portero. El entrenador del Liverpool Bill Shankly mostró gran interés, pero la directiva del equipo no estaban convencidos de pagar ese precio por un portero. El entrenador del West Ham United Ron Greenwood estaba preparado para el pago, pero firmaron procedente del Kilmarnock a Bobby Ferguson por 65 mil libras esterlinas de acuerdo a unas cláusulas establecidas con Kilmarnock si quería regresar. Los términos fueron aceptados con Stoke City un equipo que había terminado a la mitad de la tabla de posiciones.
Sus actuaciones con el Leicester salvaron muchas veces a este equipo de descender a la segunda división y le dieron la oportunidad, en 1963, de hacer su debut internacional con la selección inglesa, en un partido contra Escocia.

### Stoke City
"No vine aquí para retirarme. Vine aquí para ganar algo" comentario de Banks cuando firmó con el club después de cuestionamientos en la política de Waddington al firmar al veterano portero.
Al dejar el Filbert Street, recibió un bono en regalías del Leicester y fue cuando le dijo Matt Gillies: "Nosotros decidimos no pagarte ni un penique. Aquí no hay compensación de pago y esto es final". Banks rechazó la mudanza hasta que el jefe del Stoke, Tony Waddington aparentemente negoció el pago en 2000 libras esterlinas para salir del Leicester. Esto le fue confirmado a Banks algunos años después cuando fue informado que el Stoke había hecho el pago, no el Leicester. Waddington valorizó muy bien al portero, construyendo una gran amistad. Durante ese tiempo, Banks se mudó a Madeley, Staffordshire. Reemplazó como portero a John Farmer siendo el número uno en el equipo y sin recibir gol en los últimos cuatro juegos de la temporada 1966-67, haciendo su debut en el Victoria Ground ganando 3-1 ante su antiguo club el Leicester. Las ironías de la vida.
Banks encajó muy bien en el Stoke, como Waddington construía un equipo de jugadores veteranos quienes fueron juzgados por algunos que su pasado había sido mejor. The Potters (alfareros) lucharon en la tabla de la Primera División durante las campañas de 1967-68 y 1968-69 llegando a la novena posición en la temporada 1969-70. Banks se mantuvo como un defensor confiable para el club, hasta que el 1° de marzo de 1969 fue golpeado con pérdida del estado de alerta en el Roker Park por el jugador del Sunderland Malcolm Moore, y su suplente David Herd recibió cuatro goles en la derrota de 4-1. Banks también jugó una temporada con the Cleveland Stokers de la Asociación Estadounidense de Fútbol Soccer en el verano de 1968: jugó siete de los 12 juegos que jugó en la corta vida del equipo en Cleveland, Ohio.
Banks hizo lo que él creía lo que eran tres de sus mejores partidos con la camiseta del Stoke. En la primera instancia salvó y paró al poderoso artillero del Manchester City Wyn Davies sacando afuera un disparo de 4 metros de distancia. En el segundo caso, salvó un remate con la cabeza realizado por Francis Lee en Maine Road. Y en el tercer caso, una gran salvada para el club cuando capturó una volea de Alan Gilzean del Tottenham Hostpur a tres metros de distancia en el White Hart Lane.
El Stoke inició a competir con honores en la temporada 1970-71, con un despegue impresionante de victorias contra los equipos máximos de la Liga como el Arsenal y Leeds United-City que finalizaron la temporada en la oscuridad de la media tabla.El club tuvo un gran logro al alcanzar las semifinales de la FA Cup. derrotando al Millwall, Huddersfiel Town, Ipswick Town y al Hull City en gira. Se vieron las caras con el Arsenal en Hillsborogout en la semifinal, perdiendo por dos goles empataron el marcador 2-2 y en donde en el juego de repetición ganaron 2-0 en Villa Park.

### Los logros
Los siguientes años fueron excelentes para Banks, que, sin dudarlo, fue tomado en cuenta por Alf Ramsey para integrar los 22 en la selección inglesa para el mundial de 1966.
Como titular Banks jugó los seis partidos del torneo, recibió sólo tres goles (uno de ellos de penal) y formó parte del único equipo inglés campeón del mundo. Formó junto con Bobby Moore, Jack Charlton, George Cohen y Ray Wilson una defensa infranqueable, que convenció a todos y que tuvo a tres representantes en el cuadro ideal al final del mundial. Además, en esa época se disputaba con Lev Yashin el título del mejor guardameta del mundo. A raíz de su actuación en el campeonato mundial, Banks fue objeto de la frase "tan seguro como los bancos de Inglaterra" en alusión a su apellido.
En 1967 y después de haber perdido en Wembley tres finales con su equipo fue traspasado al Stoke City, equipo con el cual logró por fin un título, en la final de la Copa de la Liga de 1972 (primer trofeo de la historia de los "Potters"). Entre estos cinco años, Gordon Banks siguió siendo pilar en la portería de Inglaterra y al mismo tiempo maestro de quienes serían los guardametas británicos de los años setenta: Peter Shilton y Ray Clemence.
Con la escuadra de Alf Ramsey viajó a México para defender el campeonato obtenido en 1966, pero perdieron de manera dramática en la ciudad de León contra Alemania en la ronda de cuartos de final. Banks participó en los tres primeros partidos de Inglaterra. Sin embargo, en el encuentro contra los germanos el portero no estuvo presente, jugando su suplente Peter Bonetti. Se dice que horas antes de que comenzara el partido bebió una cerveza, sintió dolores abdominales y no estuvo en condiciones de jugar.[cita requerida] Cabe destacar que en el partido en el que su selección enfrentó a Brasil, hizo la llamada "Atajada del Siglo" cuando logró parar un cabezazo del mítico jugador brasileño Pelé.

### El retiro
Banks jugó todavía unos partidos más con la selección después del mundial de 1970, pero en 1972 sufrió un accidente de tráfico que lo llevó a perder la visión del ojo derecho. Este incidente marcó el retiro momentáneo de Gordon Banks aunque, en 1977 y tras una rehabilitación intensa, regresó a las canchas en la Liga de Soccer Profesional de los Estados Unidos con los Fort Lauderdale Strikers, donde fue elegido el mejor arquero de la liga. En marzo de 1978 jugaría a préstamo en el St. Patrick's Athletic de la liga irlandesa y tras jugar un solo partido, retornó en julio de ese año a los Strikers y, tras jugar 11 partidos, finalmente colgaría los guantes. El retiro tan prematuro le hizo dedicarse a la dirección técnica de la selección sub-23 de Inglaterra y como asistente de entrenador en varios clubes modestos del Reino Unido.
En total, jugó 73 partidos internacionales, fue galardonado en 1970 por la reina Isabel II con la Orden del Imperio Británico y por muchos años fue nombrado como el mejor portero de Inglaterra.

## Fallecimiento
Gordon Banks sufría de cáncer de riñón anunciado en diciembre de 2018 y falleció el 12 de febrero de 2019 a los 81 años.

## Carrera
| Club                                    | División                  | Temporada      | Liga  | Liga  | Copa     | Copa     | Copa de Liga | Copa de Liga | Continental | Continental | Otros | Otros | Total | Total |
| Club                                    | División                  | Temporada      | Part. | Goles | Part.    | Goles    | Part.        | Goles        | Part.       | Goles       | Part. | Goles | Part. | Goles |
| Inglaterra                              | Inglaterra                | Inglaterra     | Liga  | Liga  | Copa FA  | Copa FA  | Copa de Liga | Copa de Liga | UEFA        | UEFA        | Otras | Otras | Total | Total |
| --------------------------------------- | ------------------------- | -------------- | ----- | ----- | -------- | -------- | ------------ | ------------ | ----------- | ----------- | ----- | ----- | ----- | ----- |
| Chesterfield Inglaterra                 | Third Division            | 1958–59        | 23    | 0     | 3        | 0        | –            | –            | –           | –           | –     | –     | 26    | 0     |
| Chesterfield Inglaterra                 | Club Total                | Club Total     | 23    | 0     | 3        | 0        | —            | —            | —           | —           | —     | —     | 26    | 0     |
| Leicester City Inglaterra               | First Division            | 1959–60        | 32    | 0     | 4        | 0        | –            | –            | –           | –           | –     | –     | 36    | 0     |
| Leicester City Inglaterra               | First Division            | 1960–61        | 40    | 0     | 10       | 0        | 1            | 0            | –           | –           | –     | –     | 51    | 0     |
| Leicester City Inglaterra               | First Division            | 1961–62        | 41    | 0     | 2        | 0        | 1            | 0            | 4           | 0           | –     | –     | 48    | 0     |
| Leicester City Inglaterra               | First Division            | 1962–63        | 38    | 0     | 6        | 0        | 2            | 0            | –           | –           | –     | –     | 46    | 0     |
| Leicester City Inglaterra               | First Division            | 1963–64        | 36    | 0     | 1        | 0        | 8            | 0            | –           | –           | –     | –     | 45    | 0     |
| Leicester City Inglaterra               | First Division            | 1964–65        | 38    | 0     | 6        | 0        | 9            | 0            | –           | –           | –     | –     | 53    | 0     |
| Leicester City Inglaterra               | First Division            | 1965–66        | 32    | 0     | 4        | 0        | 1            | 0            | –           | –           | –     | –     | 37    | 0     |
| Leicester City Inglaterra               | First Division            | 1966–67        | 36    | 0     | 1        | 0        | 3            | 0            | –           | –           | –     | –     | 40    | 0     |
| Leicester City Inglaterra               | Club Total                | Club Total     | 293   | 0     | 34       | 0        | 25           | 0            | 4           | 0           | 0     | 0     | 356   | 0     |
| Stoke City Inglaterra                   | First Division            | 1966–67        | 4     | 0     | 0        | 0        | 0            | 0            | –           | –           | –     | –     | 4     | 0     |
| Stoke City Inglaterra                   | First Division            | 1967–68        | 39    | 0     | 2        | 0        | 4            | 0            | –           | –           | –     | –     | 45    | 0     |
| Stoke City Inglaterra                   | First Division            | 1968–69        | 30    | 0     | 4        | 0        | 0            | 0            | –           | –           | –     | –     | 34    | 0     |
| Stoke City Inglaterra                   | First Division            | 1969–70        | 38    | 0     | 3        | 0        | 1            | 0            | –           | –           | –     | –     | 42    | 0     |
| Stoke City Inglaterra                   | First Division            | 1970–71        | 39    | 0     | 10       | 0        | 1            | 0            | –           | –           | 5     | 0     | 55    | 0     |
| Stoke City Inglaterra                   | First Division            | 1971–72        | 36    | 0     | 8        | 0        | 11           | 0            | –           | –           | 4     | 0     | 59    | 0     |
| Stoke City Inglaterra                   | First Division            | 1972–73        | 8     | 0     | 0        | 0        | 2            | 0            | 1           | 0           | –     | –     | 11    | 0     |
| Stoke City Inglaterra                   | Club Total                | Club Total     | 194   | 0     | 27       | 0        | 19           | 0            | 1           | 0           | 9     | 0     | 250   | 0     |
| Estados Unidos                          | Estados Unidos            | Estados Unidos | Liga  | Liga  | Open Cup | Open Cup | Copa de Liga | Copa de Liga | CONCACAF    | CONCACAF    | Otros | Otros | Total | Total |
| Cleveland Stokers Estados Unidos        | United Soccer Association | 1967           | 7     | 0     | –        | –        | –            | –            | –           | –           | –     | –     | 7     | 0     |
| Cleveland Stokers Estados Unidos        | Club Total                | Club Total     | 7     | 0     | —        | —        | —            | —            | —           | —           | —     | —     | 7     | 0     |
| Fort Lauderdale Strikers Estados Unidos | NASL                      | 1977           | 26    | 0     | –        | –        | –            | –            | –           | –           | 2     | 0     | 28    | 0     |
| Fort Lauderdale Strikers Estados Unidos | NASL                      | 1978           | 11    | 0     | –        | –        | –            | –            | –           | –           | –     | –     | 11    | 0     |
| Fort Lauderdale Strikers Estados Unidos | Club Total                | Club Total     | 37    | 0     | —        | —        | —            | —            | —           | —           | 2     | 0     | 39    | 0     |
| Irlanda                                 | Irlanda                   | Irlanda        | Liga  | Liga  | FAI Cup  | FAI Cup  | Copa de Liga | Copa de Liga | UEFA        | UEFA        | Otros | Otros | Total | Total |
| St Patrick's Athletic Irlanda           | Liga de Irlanda           | 1977–78        | 1     | 0     | 0        | 0        | 0            | 0            | –           | –           | –     | –     | 1     | 0     |
| St Patrick's Athletic Irlanda           | Club Total                | Club Total     | 1     | 0     | 0        | 0        | 0            | 0            | —           | —           | —     | —     | 1     | 0     |
| Total                                   | Total                     | Total          | 555   | 0     | 64       | 0        | 44           | 0            | 5           | 0           | 11    | 0     | 679   | 0     |

| Selección de Inglaterra | Selección de Inglaterra | Selección de Inglaterra |
| Año                     | Partidos                | Goles                   |
| ----------------------- | ----------------------- | ----------------------- |
| 1963                    | 7                       | 0                       |
| 1964                    | 7                       | 0                       |
| 1965                    | 7                       | 0                       |
| 1966                    | 15                      | 0                       |
| 1967                    | 4                       | 0                       |
| 1968                    | 6                       | 0                       |
| 1969                    | 6                       | 0                       |
| 1970                    | 10                      | 0                       |
| 1971                    | 7                       | 0                       |
| 1972                    | 4                       | 0                       |
| Total                   | 73                      | 0                       |

## Palmarés

### Torneos nacionales
| Título          | Club              | País       | Año     |
| --------------- | ----------------- | ---------- | ------- |
| Copa de la Liga | Leicester City FC | Inglaterra | 1963/64 |
| Copa de la Liga | Stoke City FC     | Inglaterra | 1971/72 |

### Torneos internacionales
| Título       | Equipo                  | Sede       | Año  |
| ------------ | ----------------------- | ---------- | ---- |
| Copa Mundial | Selección de Inglaterra | Inglaterra | 1966 |